# 64e régiment d'infanterie territoriale
Le 64e régiment d'infanterie territorial est un régiment d’infanterie de l’armée de terre française qui a participé à la Première Guerre mondiale.

## Création et différentes dénominations
Le régiment reçoit son numéro par décret du 19 mars 1875, en prévision de la mobilisation.

## Drapeau
Il ne porte aucune inscription.

## Historique des garnisons, combats et batailles du64eRIT

### Première Guerre mondiale
Garnison: Nevers (Nièvre)
Affectations:
- 153e division d'infanterie d’août à novembre 1918

#### 1916
- En octobre, la 2e compagnie de mitrailleuses est dissoute et intègre le 44e RIT.